# Libation

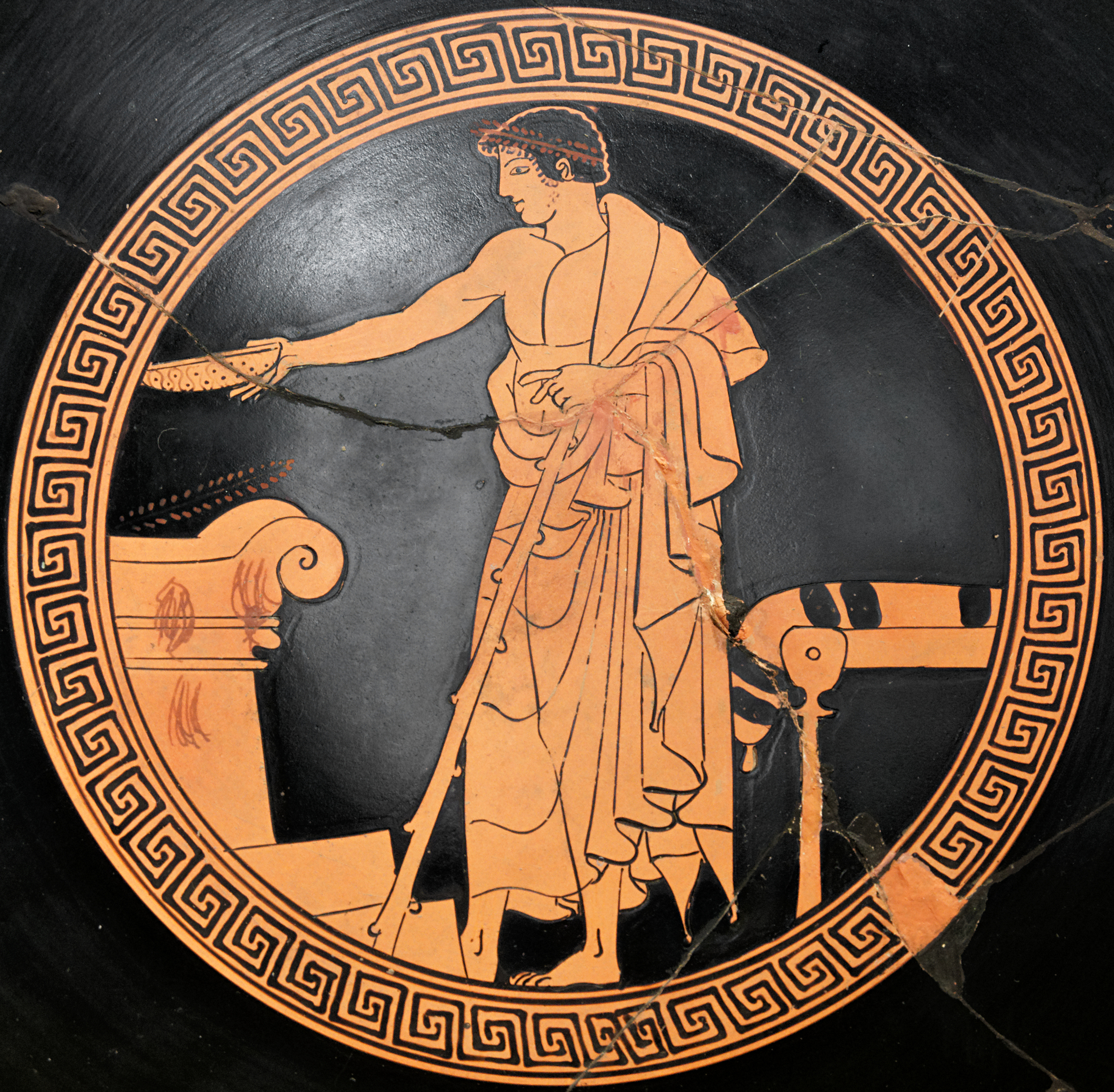
Framställning av en libation. Grekisk rödfigurig kopp, cirka 480 f.Kr., Louvren

Libation (lat. libatio, gr. loibe eller sponde) var ett hos antikens greker och romare ofta förekommande dryckesoffer, vanligen bestående av vin, men även av vatten, mjölk, honung eller olja.
Vid gudstjänsten användes libationer dels som självständiga offer, dels i förening med brännoffer, varvid offervätskan göts över altaret eller över själva offerdjuret. Vid festliga måltider var det brukligt att, innan man övergick till det egentliga dryckeslaget, anställa en högtidlig libation till gudarna. Till libationer nyttjades vid offren i allmänhet oblandat vin; men i libationer till Fumeniderna, Mnemosyne och några andra gudomligheter liksom vid gravoffren fick tvärtom ingen tillsats av vin förekomma.